# Frente occidental (Primera Guerra Mundial)
El frente occidental de la Primera Guerra Mundial se abrió en 1914 después de que el ejército del Imperio alemán invadiera Bélgica y Luxemburgo, por lo que consiguió el control militar de importantes zonas industriales de Francia. El avance del Imperio sufrió un giro dramático luego de la primera batalla del Marne, donde venció la alianza entre Francia y el Reino Unido. Ambos bandos —Aliados y Potencias Centrales— se instalaron en una línea sinuosa de guerra de trincheras fortificadas, que se extendían desde el mar del Norte hasta la frontera de Suiza con Francia. Esa línea de trincheras se mantuvo estática durante la mayor parte de la guerra. 
Entre 1915 y 1917 ocurrieron grandes ofensivas a lo largo del frente. En los ataques se llevaron a cabo enormes bombardeos con artillería, y grandes movilizaciones de infantería. La combinación de trincheras, ametralladoras, alambre de espino y artillería infligieron muchas bajas en las fuerzas atacantes y defensoras. Como resultado, no se conseguían avances significativos. Entre las más costosas de estas ofensivas estuvieron la batalla de Verdún, la batalla del Somme y la batalla de Passchendaele —con cerca de 700 000, 1 000 000 y 600 000 muertos respectivamente—. En un esfuerzo por disolver el estancamiento, este frente permitió la introducción de nuevas tecnologías bélicas, como el gas venenoso, aviones de combate y tanques. Pero solo tras la adopción de tácticas militares perfeccionadas se logró recuperar cierto grado de movilidad.
A pesar del estancamiento de este frente, este escenario resultó ser de decisiva importancia. El avance inexorable de los ejércitos aliados en 1918 convenció a los comandantes alemanes de que la derrota era inevitable, y el gobierno se vio obligado a negociar las condiciones de un armisticio. Aunque Alemania perdió la guerra la mayor parte de la devastación sucedió sobre suelo francés.

## 1914; Invasión alemana de Bélgica y Francia

Mapa del frente occidental y la carrera hacia el mar, en 1914

Al inicio de la Primera Guerra Mundial, el ejército alemán ejecutó una versión modificada del Plan Schlieffen, diseñado para invadir  Francia rápidamente y poder volver toda su fuerza hacia Rusia. Para ello debía cruzar Bélgica a toda velocidad, derrotar a Francia mediante una maniobra de flanqueo hacia el sur para rodear al ejército francés en la frontera alemana. Los ejércitos bajo el mando de los generales Alexander von Kluck y Karl von Bülow atacaron Bélgica el 4 de agosto de 1914. Luxemburgo había sido ocupada sin oposición el 2 de agosto. La primera batalla en Bélgica fue el asedio de Lieja, que duró del 5 de agosto al 16 de agosto. Lieja estaba bien fortificada y sorprendió al ejército alemán, al mando de Von Bülow, por su capacidad de resistencia. Tras la caída de Lieja, la mayor parte del ejército belga se retiró hacia Amberes y Namur. Aunque el ejército alemán circunvaló Amberes, siguió siendo una amenaza para su flanco. Luego se sucedió otro asedio a Namur, que duró aproximadamente del 20 al 23 de agosto. Cinco días después culminaría el asedio de Amberes con la caída de esa ciudad.

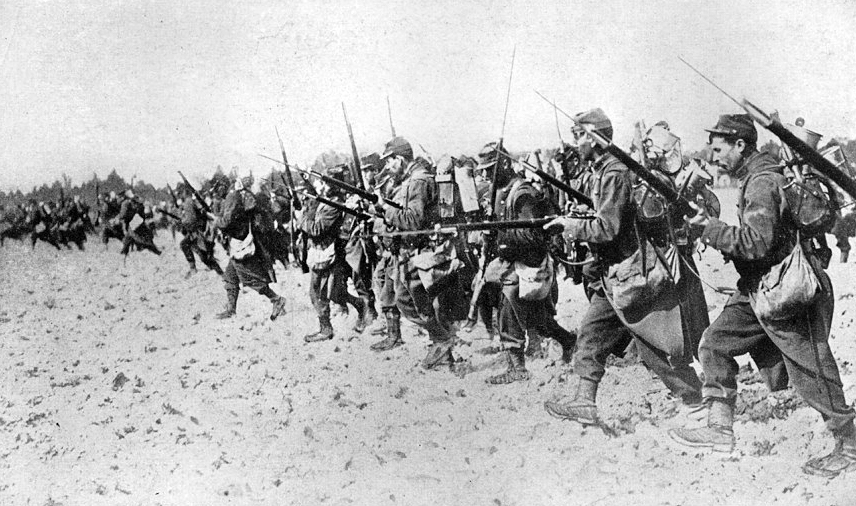
Carga francesa con bayoneta

El plan ofensivo francés de preguerra, el Plan XVII, tenía por objetivo capturar Alsacia-Lorena tras el estallido de las hostilidades, para ello preparó un enorme ejército de 1.250.000 hombres. La ofensiva principal se lanzó el 14 de agosto, con ataques a Saarburg, en Lorena, y Mulhouse, en Alsacia. Siguiendo el Plan Schlieffen, los alemanes se retiraron lentamente infligiendo las máximas pérdidas a los franceses. Los franceses avanzaron hacia el río Sarre e intentaron capturar Saarburg antes de ser rechazados. Los franceses conquistaron Mülhausen, pero tuvieron que abandonarla para ir en auxilio de las debilitadas fuerzas de Lorena.
Tras marchar sobre Bélgica, Luxemburgo y el bosque de las Ardenas, un ejército alemán de 1.300.000 hombres avanzó a partir del 24 de agosto hacia el interior del norte de Francia, donde se encontraron con el ejército francés, bajo el mando de Joseph Joffre, y las primeras divisiones de la Fuerza Expedicionaria Británica (FEB), a las órdenes de sir John French. A continuación se libraron varias batallas conocidas como las de las fronteras. Las batallas clave fueron la de Charleroi y la de Mons. Seguidamente se produjo una retirada general aliada, dando como resultado más enfrentamientos, como la batalla de Le Cateau, el asedio de Maubeuge y la batalla de San Quintín.
El ejército alemán, al límite de sus fuerzas, llegó a menos de setenta kilómetros de París, pero en la primera batalla del Marne (6 de septiembre-12 de septiembre), las tropas francesas y británicas consiguieron forzar una retirada alemana, dando fin a su avance hacia el interior de Francia. El ejército alemán se replegó hacia el norte del río Aisne y se atrincheró, estableciendo un frente occidental estático que perduraría tres años. Tras esta retirada alemana, ambas fuerzas intentaron flanquearse mutuamente en una serie de enfrentamientos conocidos como la carrera hacia el mar, y extendieron rápidamente su sistema de trincheras desde el Canal de la Mancha hasta la frontera suiza.

## 1915: Estancamiento

Mapa del frente occidental, 1915-1916

Entre la costa y los Vosgos había una protuberancia en la línea de trincheras, llamada saliente de Noyon por el pueblo francés capturado en el máximo punto de avance, cerca de Compiègne. El plan de Joffre de 1915 consistía en atacar este saliente por ambos flancos con el objetivo de aislarlo. Los británicos formarían la fuerza de ataque por el norte, haciendo presión hacia el este en Artois, mientras que los franceses atacarían Champagne.
El 10 de marzo, como parte de una pretendida ofensiva mayor a la región de Artois, los ejércitos británico y canadiense atacaron Neuve Chapelle en un intento de ocupar la cordillera de Aubers. El asalto fue llevado a cabo por cuatro divisiones a lo largo de un frente de 3 km. Precedido por un bombardeo concentrado que duró 35 minutos, el asalto inicial hizo rápidos progresos, y la aldea fue conquistada en menos de cuatro horas. No obstante, el asalto se ralentizó debido a problemas de logística y comunicaciones. Los alemanes llevaron reservas y contraatacaron, frustrando el intento de capturar la cordillera. Como los británicos habían gastado alrededor de un tercio de sus suministros totales de obuses, el general John French culpó del fracaso a la escasez de munición, a pesar del éxito del ataque inicial.

### Guerra con gas

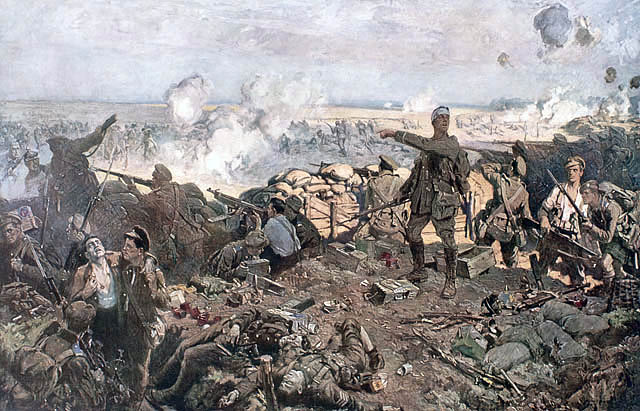
La rendición de las tropas canadienses en la Segunda Batalla de Ypres, según la impresión de un artista.

A pesar de los planes alemanes de perpetuar el estancamiento con los franceses y los británicos, los comandantes alemanes planearon una ofensiva en el pueblo belga de Ypres, que los británicos habían ocupado en noviembre de 1914 durante la Primera Batalla de Ypres. El objetivo radicaba en distraer la atención de las ofensivas principales del frente oriental desbaratando los planes franco-británicos, y también para probar una nueva arma. 
Tras un bombardeo de dos días, el 22 de abril los alemanes liberaron gas cloro en el campo de batalla, que se desplazó hasta las trincheras británicas. La nube amarilloverdosa asfixió a los defensores y los de retaguardia entraron en pánico, creando una franja sin defender de 6 km de ancho en las líneas aliadas. Sin embargo, los alemanes no estaban preparados para el éxito que obtuvieron y carecían de tropas suficientes para aprovechar la brecha. Pronto llegaron tropas canadienses que repelieron el avance alemán. Esta Segunda Batalla de Ypres marcó el primer uso a gran escala de armas químicas, siendo liberadas 170 toneladas en las líneas aliadas, causando la muerte de 5000 hombres en pocos minutos, a pesar de estar prohibido por el Convenio de La Haya de 1899.
El ataque de gas se repitió dos días después y causó una retirada de 5 km en la línea franco-británica. Pero la oportunidad se había perdido. El éxito de este ataque no se repetiría, ya que los aliados se defenderían introduciendo máscaras de gas y otras contramedidas. Un ejemplo del éxito de estas medidas se dio un año después, el 27 de abril, cuando a 40 km al sur de Ypres, en la batalla de Hulluch, las tropas de la 16.ª División Británica consiguieron resistir los resueltos ataques de gas alemanes.

### Guerra aérea
Se introdujeron aeroplanos modificados específicamente para el combate aéreo. Aunque ya se habían empleado aviones en la guerra para tareas de reconocimiento, el piloto francés Roland Garros se convirtió el 1 de abril en el primero en abatir un avión enemigo utilizando ametralladoras que disparaban hacia delante a través de las hojas de la hélice. Esto se consiguió reforzando bastamente las hojas para que rebotaran las balas que impactaran con ellas.
Varias semanas después, Garros se vio forzado a aterrizar tras las líneas alemanas. Su avión fue capturado y enviado al ingeniero holandés Anthony Fokker, que en poco tiempo desarrolló una mejora sustancial, el engranaje interruptor, por el que la ametralladora quedaba sincronizada con la hélice, de manera que sólo disparaba balas cuando la hélice no se encontraba en la línea de fuego. Este avance entró en servicio rápidamente, y Max Immelmann fue el primero en anotarse la primera muerte haciendo uso de él el 1 de agosto.
Esto dio comienzo a una carrera armamentística, ya que ambos bandos desarrollaban mejores armas, mejores motores, etc., hasta el final de la guerra. También inauguró el culto a los ases de la aviación, siendo el más famoso el Barón Rojo.

### «Ataques aliados continuos»

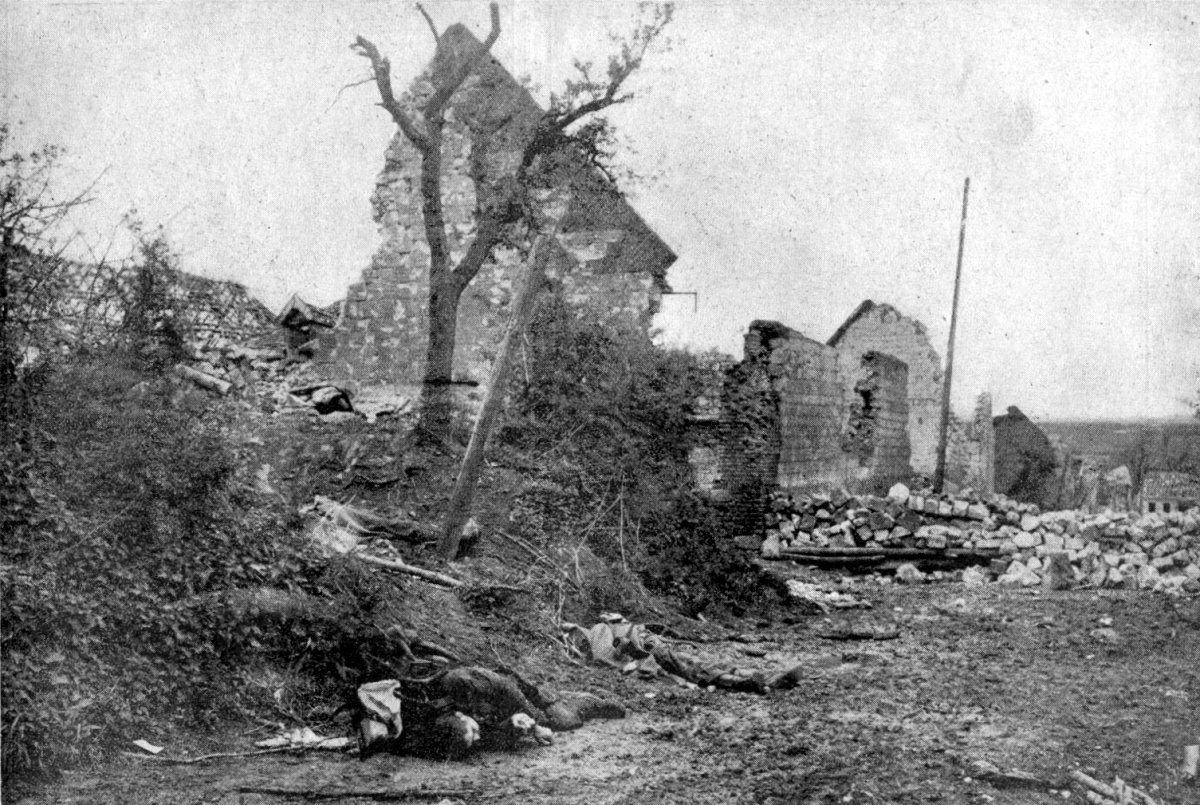
Las ruinas de Carency tras ser recuperada por Francia.

La ofensiva aliada final de la primavera se produjo en Artois, con el objetivo de intentar capturar la cresta de Vimy. El X Ejército francés atacó el 9 de mayo tras un bombardeo y avanzó 5 km. Sin embargo, se replegaron al llegar al alcance de los nidos de ametralladoras, y la artillería alemana disparó sobre los atacantes. El 15 de mayo, la ofensiva se había detenido.
Durante el otoño de 1915, el azote de Fokker comenzó a tener efecto en el frente de batalla, ya que los aviones de localización aliados casi fueron eliminados del cielo. Estos aviones de reconocimiento se utilizaban para dirigir el fuego de artillería y para fotografiar las fortificaciones enemigas, pero ahora los aliados estaban prácticamente cegados por los cazas alemanes que empleaban ametralladoras que podían disparar a través de la hélice.
En septiembre de 1915, los aliados lanzaron ofensivas importantes. Los franceses atacaron Champagne y los británicos Loos. Los franceses habían dedicado el verano a preparar esta acción, mientras que los británicos asumieron el control de más parte del frente para dar más libertad a las tropas francesas. El bombardeo, que se había planeado cuidadosamente por medio de fotografía aérea, comenzó el 22 de septiembre. El asalto principal se lanzó el 25 de septiembre y, al menos en principio, hizo buenos progresos a pesar de las alambradas supervivientes y los puestos de ametralladoras. Sin embargo, previendo este ataque, los alemanes habían desarrollado líneas defensivas 3 y 6 km por detrás de las líneas del frente, y consiguieron defenderse del ataque francés, que duró hasta noviembre.
Además, el 25 de septiembre, los británicos iniciaron su asalto a Loos, que pretendía complementar el ataque a Champagne. Al ataque lo precedió un bombardeo de artillería de cuatro días, en el que se dispararon 250.000 obuses y se liberaron 5100 cilindros de gas cloro. El ataque incluyó a dos cuerpos en el asalto principal y dos cuerpos más realizando ataques de distracción en Ypres. Durante el ataque, los británicos sufrieron graves pérdidas, sobre todo debido al fuego de ametralladora, y sólo consiguieron avances menores antes de agotar la munición de artillería. Un ataque renovado el 13 de octubre obtuvo resultados algo mejores. En diciembre, el general británico John French fue sustituido por Douglas Haig como comandante de las fuerzas británicas.

## 1916 — Duelos de artillería y desgaste
El jefe del Estado Mayor alemán, Erich von Falkenhayn, creía que quizás ya no sería posible una penetración en las líneas enemigas, por lo que se centró en forzar una rendición francesa infligiendo numerosas bajas. Su nuevo objetivo era «desangrar a Francia».
Adoptó dos estrategias nuevas. La primera era el uso de la guerra submarina sin restricciones para interrumpir los suministros aliados que llegaban desde ultramar. La segunda serían ataques selectivos dirigidos a causar numerosas bajas en las tropas terrestres francesas. Para infligir el mayor número de bajas, planeó atacar una posición que los franceses no podrían abandonar por razones tanto estratégicas como de orgullo nacional, y así tenderles una trampa. Se eligió la ciudad de Verdún porque era una plaza importante, rodeada por un anillo de fortificaciones, que estaba situada cerca de las líneas alemanas y porque protegía la ruta directa hacia París. La operación se apodó Gericht, palabra alemana para «tribunal», pero que significaba «lugar de ejecución».
Falkenhayn limitó el tamaño del frente a 5-7 km para concentrar su potencia de fuego y evitar una penetración enemiga tras una contraofensiva. También mantuvo un control estricto sobre las reservas principales, alimentando sólo el número de tropas necesarias para mantener la batalla en marcha. En preparación para su ataque, los alemanes habían amasado un cierto número de aviones cerca de la fortaleza. En la fase inicial, barrieron del espacio aéreo a los aviones de reconocimiento enemigos, lo que permitió que los aviones de reconocimiento y los bombarderos alemanes operasen sin interferencia. Sin embargo, en mayo, los franceses respondieron desplegando escadrilles de chasse con cazas Nieuport superiores. El congestionado cielo de Verdún se convirtió en un campo de batalla aéreo que ilustró el valor de la superioridad aérea táctica, ya que ambos bandos intentaban dominar el reconocimiento aéreo.

### Batalla de Verdún
La batalla de Verdún comenzó el 21 de febrero de 1916 tras un retraso de nueve días debido a la nieve y la ventisca. Después de un bombardeo masivo de ocho horas, los alemanes no esperaban mucha resistencia mientras avanzaban lentamente sobre Verdún y sus fortificaciones. No obstante, encontraron una fuerte resistencia francesa, que resolvieron los alemanes con la introducción de los lanzallamas. Los franceses perdieron el control de casi todas sus fortificaciones, incluyendo Fort Douaumont. Sin embargo, los refuerzos franceses consiguieron detener el avance alemán el 28 de febrero.
Los alemanes centraron su atención en Le Mort Homme, al norte, desde donde los franceses estaban lanzando obuses a los alemanes con cierto éxito. Tras una de las luchas más intensas de la campaña, la colina fue tomada por los alemanes a finales de mayo. Después de un cambio en el mando francés en Verdún, del defensivo Philippe Pétain al ofensivo Robert Nivelle, los franceses intentaron recuperar Fort Douaumont el 22 de mayo, pero fueron repelidos con facilidad. Los alemanes conquistaron Fort Vaux el 7 de junio y, con la ayuda del gas fosgeno, se acercaron a 1 km de la última cordillera de Verdún antes de detenerse el 23 de junio.
Durante el verano, los franceses avanzaron lentamente. Con el desarrollo de la táctica de la barrera de artillería rodante, los franceses recapturaron Fort Vaux en noviembre, y en diciembre de 1916 habían empujado a los alemanes 2 km de vuelta desde Fort Douaumont.

### Batalla del Somme
En primavera, los comandantes aliados estaban preocupados por la capacidad del ejército francés de soportar las enormes pérdidas de Verdún. Se modificaron los planes originales de un ataque en las inmediaciones del río Somme para que los británicos aportaran en ese sector del frente el esfuerzo principal. Esto serviría para aliviar la presión sobre los franceses y sobre los rusos, que también habían sufrido grandes pérdidas. El 1 de julio, tras una semana de lluvia intensa, las divisiones británicas de Picardía lanzaron un ataque en el río Somme, apoyadas por cinco divisiones francesas en su flanco derecho. El ataque había sido precedido por siete días de intenso bombardeo de artillería. Las experimentadas fuerzas francesas tuvieron éxito avanzando, pero la cobertura de artillería británica no consiguió ni eliminar el alambre de espino ni destruir las trincheras alemanas con la efectividad planeada. Sufrieron el mayor número de bajas (muertos, heridos y desaparecidos) en un día en toda la historia del ejército británico, unas 57 000.
Tras evaluar el combate aéreo sobre Verdún, los aliados dispusieron de nuevos aeroplanos para el ataque al valle del Somme. Aprendida la lección de Verdún, el objetivo táctico de los aliados se convirtió en lograr la superioridad aérea y, efectivamente, los aviones alemanes fueron casi barridos del cielo sobre el Somme. El éxito de la ofensiva aérea aliada provocó una reorganización del arma aérea de los alemanes, y ambos contendientes empezaron a usar grandes formaciones de aeroplanos en lugar de confiar en el combate individual.

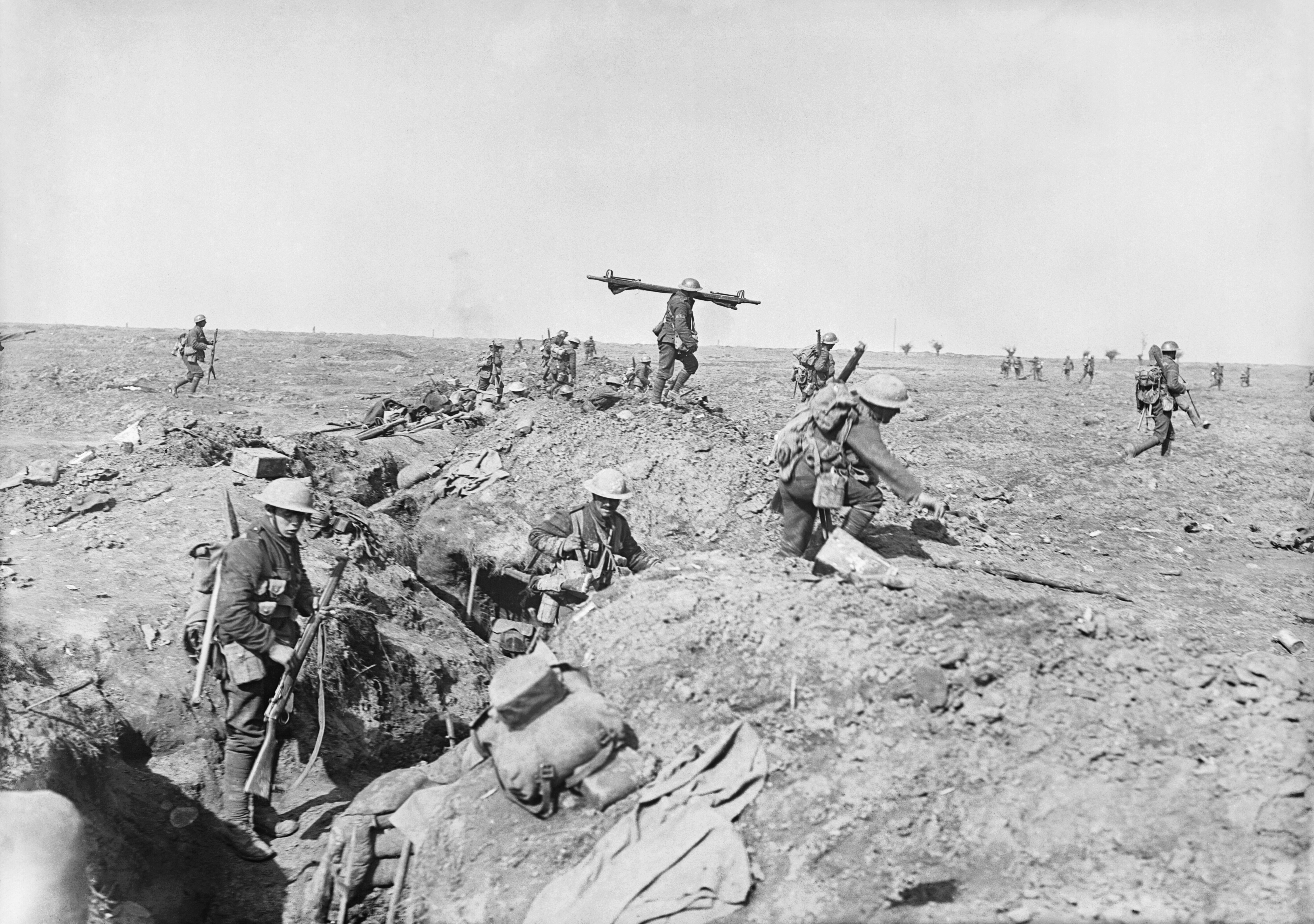
Avance de la infantería británica cerca de Gingy.

Tras el reagrupamiento, la batalla continuó a lo largo de julio y agosto, con cierto éxito para los británicos, a pesar de los refuerzos de las líneas alemanas. En agosto, el general Haig había concluido que era poco probable una penetración, y en cambio pasó a una táctica de acciones con unidades pequeñas. El efecto buscado era enderezar la línea del frente, algo que se creyó necesario en preparación para un bombardeo masivo de artillería junto con una gran ofensiva.
La fase final de la batalla del Somme presenció la primera utilización del carro de combate en un campo de batalla. Los aliados prepararon un ataque que incluiría 13 divisiones británicas e imperiales y cuatro cuerpos franceses. El ataque hizo progresos muy pronto, produciendo un avance de 3,2-4,1 km en ciertos lugares, pero los tanques tuvieron poco efecto debido a su escaso número y su poca fiabilidad mecánica. La fase final de la batalla se libró en octubre y principios de noviembre, de nuevo produciendo escasas ganancias y grandes pérdidas de vidas. Con todo, la batalla del Somme hizo penetraciones de solo 8 km, y fracasó en alcanzar los objetivos originales. Los aliados habían sufrido 700.000 bajas y los alemanes más de 360 000, aunque estos números están cuestionados.
El Somme causó de forma directa nuevos desarrollos importantes en la organización y la táctica de la infantería; a pesar de las terribles pérdidas del 1 de julio, algunas divisiones habían conseguido alcanzar sus objetivos con mínimas pérdidas. Al examinar las razones que había detrás de las pérdidas y los logros, los británicos y los contingentes coloniales reintrodujeron el concepto de pelotón de infantería, siguiendo los pasos de los ejércitos francés y alemán, que ya habían iniciado el camino hacia el uso de pequeñas unidades tácticas. En la época del Somme, los comandantes de alto rango insistían en que la compañía (120 hombres) era la unidad de maniobra más pequeña; menos de un año después, lo sería la sección de 10 hombres.

### Línea Hindenburg
En agosto de 1916, cambió el mando alemán del frente occidental, ya que Falkenhayn renunció y fue sustituido por los generales Paul von Hindenburg y Erich Ludendorff. Los nuevos mandos reconocieron enseguida que las batallas de Verdún y el Somme habían mermado la capacidad ofensiva del ejército alemán. Decidieron que el ejército alemán pasaría a la estrategia defensiva durante la mayor parte de 1917, mientras que las potencias centrales atacarían en los demás lugares.
Durante la batalla del Somme y a lo largo de los meses de invierno, los alemanes crearon una posición defensiva preparada, tras una sección de su frente, que se llamaría línea Hindenburg. Esto pretendía acortar el frente alemán, liberando cierto número de divisiones de otras funciones. Esta línea de fortificaciones se extendía desde Arrás hasta Saint-Quentin. La primera vez que los aviones de reconocimiento de largo alcance británicos observaron la construcción de la línea Hindenburg fue en el mes de noviembre de 1916.

## 1917

Mapa del frente occidental, 1917

Los alemanes llamaron a la retirada escalonada hacia la línea Hindenburg: operación Alberich. Comenzó el 9 de febrero y terminó el 5 de abril, dejando atrás un territorio devastado que sería ocupado por los aliados. La retirada varió entre 10 y 50 km desde las líneas originales del frente. Sin embargo, los avances ofensivos británicos continuaron, ya que, con cierta justicia, el Alto Mando afirmaba que esta retirada respondía al azotamiento que recibieron los alemanes durante la Batalla del Somme.
Mientras tanto, el 6 de abril Estados Unidos declaró la guerra a Alemania. A comienzos de 1915, tras el hundimiento del Lusitania, Alemania había cancelado sus intervenciones de guerra submarina en el Atlántico ante la preocupación de que Estados Unidos entrase en el conflicto. No obstante, con el creciente descontento del pueblo alemán por la escasez de alimentos, el gobierno reanudó la guerra submarina sin restricciones en febrero de 1917. Habían calculado que un asedio submarino a Gran Bretaña forzaría al país a abandonar la guerra en menos de seis meses, mientras que las fuerzas estadounidenses tardarían un año en ser un factor importante en el frente occidental. Los submarinos tuvieron un breve periodo de éxitos, antes de que el Reino Unido recurriera al sistema de convoyes, reduciendo drásticamente las pérdidas de barcos.
En abril de 1917, las fuerzas del Imperio Británico lanzaron un ataque que empezó con la batalla de Arrás. A pesar del éxito que lograron el Cuerpo Canadiense y la 5.ª División de Infantería Británica atravesando las líneas alemanas en la Cresta de Vimy, los aliados no pudieron sacar provecho debido a la negativa de proporcionar refuerzos a la región.
Durante el invierno de 1916-1917, la táctica aérea alemana había mejorado: se abrió una escuela de entrenamiento para los cazas en Valenciennes y se introdujeron aviones mejorados con dobles ametralladoras. El resultado fue una cantidad casi desastrosa de pérdidas para la fuerza aérea aliada, especialmente para los británicos, que tenían que luchar con aviones anticuados, un pobre adiestramiento y una táctica débil. Por consiguiente, los éxitos aéreos de los aliados sobre el Somme no se repetirían, y los alemanes les infligieron severas pérdidas. Durante el ataque en Arrás, los británicos perdieron 316 miembros de tripulación aérea, en contraste con los 114 que perdieron los alemanes. Esto fue conocido por la RFC como el Abril Sangriento.

### La moral francesa
Ese mismo mes, el general francés Robert Nivelle ordenó una nueva ofensiva contra las trincheras alemanas, prometiendo que sería la victoria definitiva. El ataque, llamado Ofensiva de Nivelle (también conocido como Camino de las Damas, por la zona en la que tuvo lugar la ofensiva), tendría la potencia de 1,2 millones de hombres (los alemanes tenían menos de quinientos mil hombres para hacerles frente), precedido por una semana bombardeos de artillería y acompañado de tanques. Sin embargo, la operación se desenvolvió pobremente, ya que los franceses tuvieron que superar un terreno áspero y cuesta arriba. Además, la detallada planificación quedó trastocada con la retirada voluntaria de los alemanes hacia la línea Hindenburg, la confidencialidad quedó comprometida, y los aviones alemanes ganaron el control del cielo, dificultando el reconocimiento. Esto provocó que la barrera de artillería rodante avanzara demasiado rápidamente y se alejara de las tropas. En menos de una semana habían muerto 100.000 soldados franceses. A pesar de las cuantiosas bajas y de su promesa de interrumpir la ofensiva si no producía una penetración, Nivelle ordenó que el ataque continuara en mayo.
El 3 de mayo, la cansada 2.ª División francesa, compuesta por veteranos de la batalla de Verdún, se negó a seguir sus órdenes, y llegaron borrachos y sin armas. Sus oficiales carecían de los medios para castigar a toda una división, y no se tomaron medidas severas. Los motines afectaron a 54 divisiones francesas y produjeron la deserción de 20 000 hombres. En cambio, las apelaciones al patriotismo y al deber animaron a los soldados a volver para defender sus trincheras, aunque se negaron a participar en más acciones ofensivas. El 15 de mayo, Nivelle fue retirado del mando y reemplazado por el general Henri Philippe Pétain, que suspendió los ataques a gran escala. Durante el resto de 1917 los franceses mantendrían sobre todo tácticas de aferramiento del enemigo, limitando las ofensivas en gran escala, las que quedarían principalmente en manos de la Fuerza Expedicionaria Británica en el estrecho sector a su cargo casi en el extremo occidental de la línea del frente.

### Ofensivas británicas; llegan las tropas estadounidenses

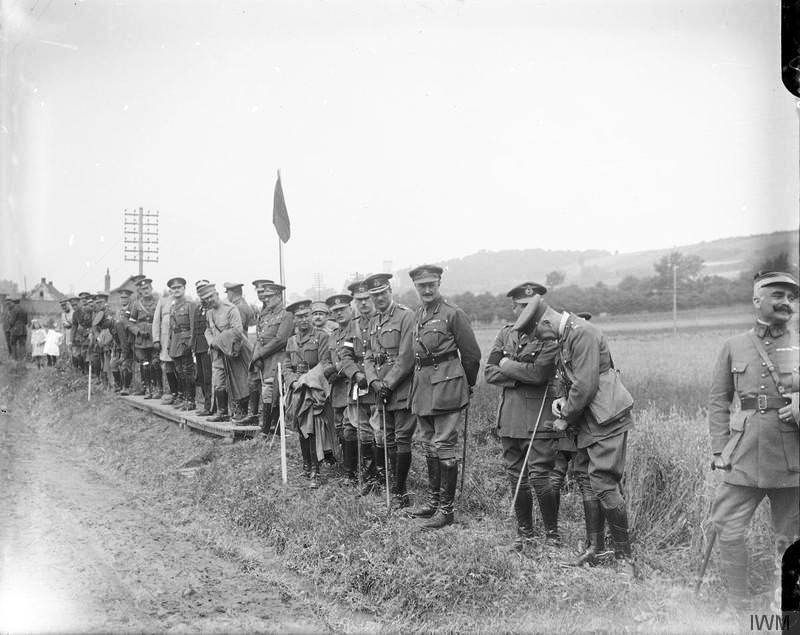
El ejército británico en el frente occidental (agosto de 1917)

El 7 de julio, los británicos lanzaron una ofensiva en la cresta de Messines, al sur de Ypres, para recuperar el terreno perdido en 1914 en la Primera Batalla de Ypres. Desde 1915, los ingenieros habían estado cavando túneles bajo la cresta, y se habían colocado 455 toneladas de explosivo amonal en 21 minas bajo las líneas enemigas. Tras cuatro días de duros bombardeos, se activaron 19 de estas minas, causando la muerte de 10 000 alemanes. La ofensiva que se inició después también se basó en un bombardeo exhaustivo, pero no consiguió desplazar a los alemanes. La ofensiva, aunque fue en principio contundentemente exitosa, no prosperó, debido al terreno anegado y embarrado, y ambos bandos sufrieron cuantiosas bajas.
Durante esta batalla, el 11 de julio de 1917, los alemanes introdujeron en la guerra una nueva arma al disparar cápsulas de gas mediante artillería. El tamaño limitado de un obús de artillería requería utilizar un gas más potente, por lo que los alemanes emplearon gas mostaza, un potente agente vesicante. El uso de artillería permitió alcanzar grandes concentraciones de gas en objetivos seleccionados. El gas mostaza también era un agente persistente que podía perdurar hasta siete días en un lugar, un factor desmoralizante adicional para sus oponentes. Junto con el fosgeno, el gas sería utilizado abundantemente tanto por los alemanes como por los aliados durante las batallas posteriores, ya que los aliados empezaron asimismo a incrementar la producción de gas para la guerra química.
El 25 de junio llegaron a Francia las primeras tropas estadounidenses, formando la Fuerza Expedicionaria Estadounidense. Sin embargo, las tropas estadounidenses no entraron en las trincheras hasta octubre. Estas tropas necesitaban entrenamiento y equipamientos antes de unirse al combate, y durante varios meses fueron relegadas a tareas de apoyo. Sin embargo, a pesar de esto, su presencia proporcionó el necesitado estímulo a la moral aliada.
Desde finales de julio hasta octubre, se renovó el combate alrededor de Ypres con la batalla de Passchendaele (técnicamente la Tercera batalla de Ypres, de la que Passchendaele fue la etapa final). La batalla tenía el objetivo inicial de atravesar las líneas alemanas y amenazar las bases submarinas de la costa belga, pero más tarde se limitó a hacer avanzar al Ejército Británico hacia terreno más alto (y más seco) alrededor de Ypres, dejando de estar constantemente bajo la observación de la artillería alemana. Los veteranos canadienses de la batalla de la Cresta de Vimy y la batalla de la Colina 70 se unieron a los mermados cuerpos del ejército australiano y neozelandés y Ejército Británico y tomaron la villa de Passchendaele el 30 de octubre, a pesar de la fuerte lluvia y las cuantiosas bajas (unas 16 000). De nuevo, la ofensiva produjo una gran cantidad de bajas y una ganancia relativamente pequeña, aunque los británicos consiguieron triunfos pequeños pero inexorables durante periodos de tiempo más seco. El terreno estaba enfangado y plagado de cráteres de la artillería, dificultando mucho el avance y las misiones de abastecimiento. Durante esta ofensiva, ambos bandos perdieron un total combinado de más de medio millón de hombres. Esta batalla se ha convertido en el arquetipo de masacre sangrienta e inútil entre los historiadores británicos, mientras que los alemanes llamaron al Passchendaele «el mayor martirio de la Guerra». Es una de las dos batallas (siendo la otra la batalla del Somme) que le han granjeado al comandante en jefe británico sir Douglas Haig su controvertida reputación.

### Batalla de Cambrai
El 20 de noviembre, los británicos lanzaron el primer ataque masivo con carros de combate durante la batalla de Cambrai. Los británicos atacaron con 324 tanques, un tercio de los cuales permaneció en reserva, y doce divisiones, contra dos divisiones alemanas. Para mantener la sorpresa, no hubo bombardeo preparatorio; solo se desplegó una cortina de humo antes de los tanques. Las máquinas portaban fajinas en el morro para superar las trincheras y unas trampas de cuatro metros de ancho para los carros de combate alemanes. Excepto para la 51.ª División (Highland), que no avanzó en columnas tras los tanques, sino en una línea a través del campo, el ataque inicial fue un éxito para los británicos. Las fuerzas británicas penetraron más en seis horas que lo que consiguieron en la tercera batalla de Ypres en cuatro meses, y con un coste de solo 4000 bajas británicas.
Sin embargo, el avance produjo un inoportuno saliente, y el 30 de noviembre una inesperada contraofensiva alemana desplazó a los británicos de vuelta a sus líneas iniciales. A pesar de esto, el ataque se percibió como un éxito de los aliados, ya que demostró que los carros de combate podían superar las defensas de trinchera. La batalla también fue testigo del primer uso masivo de los Stosstruppen alemanes en el frente oeste, que se valían de tácticas de infiltración para penetrar con éxito en las líneas enemigas.

## 1918: Ofensivas finales

Mapa de las ofensivas finales alemanas, 1918

Tras el exitoso ataque y penetración de los aliados en las defensas alemanas de Cambrai, Ludendorff determinó que la única oportunidad de victoria para los alemanes residía ahora en un ataque decisivo a lo largo del frente occidental durante la primavera, antes de que las fuerzas estadounidenses fueran una presencia significativa. El 3 de marzo de 1918 se firmó el Tratado de Brest-Litovsk, y Rusia se retiró de la guerra. Esto tendría un efecto drástico en el conflicto, ya que 44 divisiones quedaban liberadas del frente oriental para poder desplegarse en el oeste. Esto les daría una ventaja de 192 divisiones contra las 173 divisiones aliadas, lo que permitió a Alemania retirar a las unidades veteranas del frente y readiestrarlas para convertirse en Sturmtruppen. En contraste, los aliados todavía carecían de un mando unificado y sufrían problemas de moral y de número de tropas: los ejércitos británico y francés estaban gravemente mermados, y las tropas estadounidenses todavía no habían pasado a un rol de combate.
La estrategia de Ludendorff sería lanzar una ofensiva masiva contra los británicos, con la intención de separarlos de los franceses y desplazarlos de vuelta hacia los puertos del Canal. El ataque combinaría la nueva táctica de Sturmtruppen con aviones de ataque aire-tierra y una barrera de artillería cuidadosamente planeada que incluiría ataques con gas.

### Ofensivas de primavera alemanas
La operación Michael, la primera de las ofensivas de primavera alemanas, casi tuvo éxito en separar a los ejércitos francés y británico, al avanzar 65 km durante los primeros 8 días y desplazar las líneas frontales más de 100 km hacia el oeste, a tiro de artillería de París por primera vez desde 1914. Pero a un enorme coste, un cuarto del millón de alemanes que participó en la ofensiva fue muerto o herido.
Como resultado de la batalla, los dos bandos aliados acordaron finalmente unificar el sistema de mando. El general Ferdinand Foch fue designado comandante de las fuerzas aliadas en Francia. Ahora los aliados, unificados, eran más capaces de responder a los envites de los alemanes, y la ofensiva se convirtió en una batalla de desgaste.
En mayo, las divisiones estadounidenses también empezaron a desempeñar un papel más significativo, consiguiendo su primera victoria en Cantigny. En verano, llegaban cada mes 300 000 soldados estadounidenses. Antes de acabar la guerra, las tropas estadounidenses desplegadas en este frente alcanzaban un total de 2,1 millones de soldados. La creciente presencia estadounidense sirvió para contrarrestar el gran número de fuerzas alemanas redesplegadas.

### Ofensivas aliadas finales

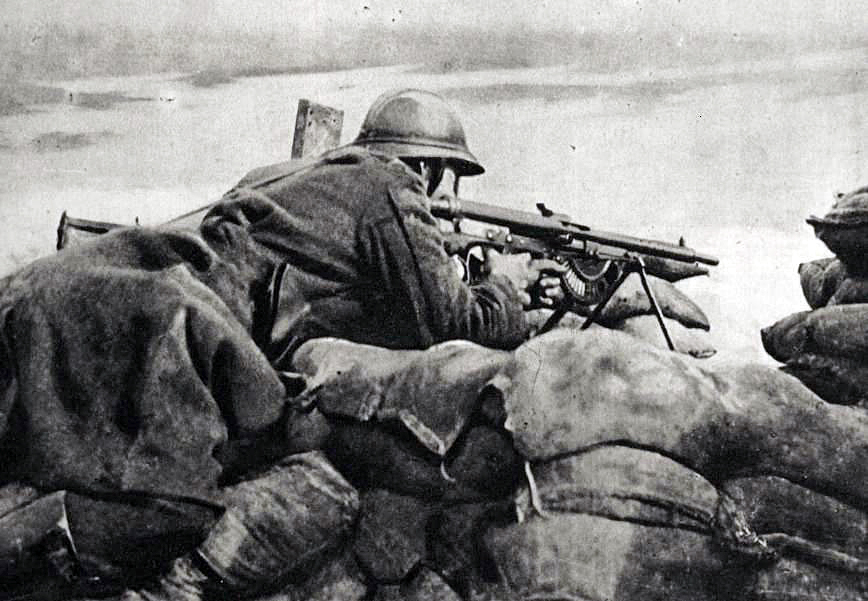
Un soldado belga con ametralladora Chauchat en las líneas del frente, en 1918.

En julio, Foch inició una ofensiva planificada contra el saliente de Marne producido durante los ataques alemanes. Este ataque tuvo éxito eliminando el saliente en agosto. Dos días después de terminar la primera, se lanzó una segunda ofensiva principal en Amiens, al norte. Este ataque incluiría fuerzas franco-británicas, pero estaba encabezado por tropas australianas y canadienses junto con 600 tanques y apoyados por 800 aeroplanos. El asalto tuvo mucho éxito, haciendo que Hindenburg llamara al 8 de agosto el «Día Negro del Ejército Alemán».

Mapa de las ofensivas aliadas finales, 1918

El número de tropas del ejército alemán había quedado gravemente mermado tras cuatro años de guerra, y su economía y sociedad estaban sometidas a una gran tensión interna. La ofensiva de los Cien Días, que comenzó en agosto, fue la gota que colmó el vaso, y tras esta cadena de derrotas militares, las tropas alemanas comenzaron a rendirse en gran número. Cuando las fuerzas aliadas rompieron las líneas alemanas con un gran coste, la Monarquía Imperial se derrumbó, y dimitieron los dos comandantes del ejército, Hindenburg y Ludendorff. Todavía rugían las batallas cuando la Revolución de Noviembre puso un nuevo gobierno en el poder, que rápidamente firmó un armisticio el 11 de noviembre de 1918, que suspendió toda lucha en el frente occidental.

## Consecuencias
La guerra del frente occidental provocó que el gobierno alemán y sus aliados demandaran la paz a pesar de los éxitos alemanes en otros sitios. Como resultado, los términos de la paz fueron dictados por Francia, el Reino Unido y Estados Unidos, durante la Conferencia de Paz de París de 1919. El resultado fue el Tratado de Versalles, firmado en junio de 1919. Los términos originales del tratado paralizarían a Alemania como potencia económica y militar, por lo que la delegación militar se negó a firmar. En cambio, fue acordada con una delegación del nuevo gobierno alemán.
El tratado de Versalles devolvió a Francia las provincias fronterizas de Alsacia-Lorena, limitando así el carbón que requería la industria alemana. También limitó severamente a las fuerzas armadas alemanas, restringiendo el tamaño del ejército a 100 000 hombres y prohibiendo una fuerza naval o aérea. La armada fue llevada a Scapa Flow bajo términos de rendición, pero luego fue hundida como acto de desafío por parte de sus tripulaciones. Los tratados también reconfiguraron drásticamente Europa Oriental.
| Batalla       | Año  | Aliados  | Alemanes |
| ------------- | ---- | -------- | -------- |
| Primera Marne | 1914 | 263 000  | 250 000  |
| Verdún        | 1916 | 377 000+ | 336 000+ |
| Somme         | 1916 | 623 907  | 465 000+ |
| Segunda Aisne | 1917 | 187 000  | 168 000  |
| Michael       | 1918 | 255 000  | 239 000  |

En 1919 Alemania estaba en bancarrota, la gente vivía en un estado de semi-hambruna, y no existía comercio con el resto del mundo. Los aliados ocuparon las ciudades del Rin, Colonia, Koblenz y Maguncia, y la devolución dependía del pago de las reparaciones. Entre el pueblo alemán se extendió el mito de que en el ejército alemán no había sido derrotado, lo que más tarde fue aprovechado por la propaganda del partido nazi para justificar parcialmente el derrocamiento de la República de Weimar (ver Dolchstoßlegende).
Francia sufrió graves daños durante la guerra. Además de la pérdida de vidas, el noreste industrial del país quedó devastado. (Cuando estaba claro que Alemania iba a perder, Ludendorff ordenó la destrucción de las minas de Francia y Bélgica Su objetivo era paralizar las industrias de los principales rivales europeos de Alemania). Francia construiría más tarde una gran serie de fortificaciones a lo largo de la frontera con Alemania, conocida como la línea Maginot, confiando en estas estructuras para evitar agresiones futuras de Alemania.
La guerra de trincheras produjo una generación de soldados mutilados y viudas de guerra. Esta carnicería sin precedentes tuvo un efecto duradero en la actitud popular hacia la guerra, que tuvo como resultado una renuencia aliada a ejercer una política agresiva contra Adolf Hitler (un veterano de guerra condecorado). Las repercusiones de esta contienda todavía son visibles hoy en día.

## En la cultura popular
- Alas (película de 1927)
- Sin novedad en el frente, de Erich Maria Remarque (novela de 1929)
- Sin novedad en el frente (película de 1930)
- Westfront 1918 (Vier von der Infanterie) (película alemana de 1930)
- Die andere Seite (película alemana de 1931)
- Paths of Glory (película de 1957)
- Sin novedad en el frente (película de 1979)
- Largo domingo de noviazgo (película de 2003)
- War Horse (película de 2011)
- 1917 (película de 2019)
- Sin novedad en el frente (película de 2022)